# Euphoria boliviensis
Euphoria boliviensis är en skalbaggsart som beskrevs av Blanchard 1850. Euphoria boliviensis ingår i släktet Euphoria och familjen Cetoniidae. Inga underarter finns listade i Catalogue of Life.